# Großer Preis von Katar 2024
Der Große Preis von Katar 2024 (offiziell Formula 1 Qatar Airways Qatar Grand Prix 2024) fand am 1. Dezember auf dem Losail International Circuit in Doha statt und war das 23. Rennen der Formel-1-Weltmeisterschaft 2024.

## Bericht

### Hintergrund
Nach dem Großen Preis von Las Vegas stand Max Verstappen als Weltmeister fest. In der Fahrerwertung führte er uneinholbar mit 63 Punkten vor Lando Norris und mit 84 Punkten vor Charles Leclerc. In der Konstrukteurswertung führte McLaren-Mercedes mit 24 Punkten vor Ferrari und mit 53 Punkten vor Red Bull Racing. Zwischen diesen drei Teams entscheidet sich auch der Konstrukteurstitel: McLaren-Mercedes konnte vorzeitig Weltmeister werden, wenn sie mindestens 21 Punkte mehr als Ferrari holten, Red Bull hingegen musste derweil mindestens neun Punkte auf McLaren aufholen, durfte aber gleichzeitig nicht mehr als 15 Punkte auf Ferrari verlieren.
Beim Großen Preis von Katar stellte Pirelli den Fahrern die Reifenmischungen C1 Hard (weiß), C2 Medium (gelb) und C3 Soft (rot) sowie Cinturato Intermediates (grün) und Cinturato Full-Wets (blau) für nasse Bedingungen zur Verfügung.
Im Rahmen des Wochenendes fand der sechste und letzte Sprint der Saison statt.
Esteban Ocon trat zu seinem letzten Grand Prix für Alpine an. Ursprünglich sollte er noch den folgenden Großen Preis von Abu Dhabi für das Team bestreiten, bevor er zur nächsten Saison zu Haas wechselt, Fahrer und Team haben jedoch im Einvernehmen beschlossen, die Partnerschaft vorzeitig zu beenden.
Fernando Alonso (acht), Verstappen (fünf), Nico Hülkenberg (vier), Sergio Pérez, Ocon (jeweils drei), Lance Stroll, Oscar Piastri, Franco Colapinto (jeweils zwei) und Carlos Sainz jr. (einer) gingen mit Strafpunkten ins Wochenende.
Alonso bestritt sein insgesamt 400. Formel-1-Rennen.
Mit Verstappen und Lewis Hamilton (jeweils einmal) traten alle ehemaligen Sieger zu diesem Grand Prix an.
Als Rennkommissare für dieses Rennwochenende fungierten Garry Connelly (AUS), Mathieu Remmerie (BEL), Derek Warwick (GBR) und Amro Al Hamad (QAT).

### Training
Im einzigen freien Training fuhr Leclerc in 1:21,953 Minuten die schnellste Runde, gefolgt von Norris und Piastri.

### Sprint-Qualifying
Das Sprint-Qualifying bestand aus drei Teilen mit einer Nettolaufzeit von 30 Minuten. Im ersten Qualifying-Segment (SQ1) hatten die Fahrer zwölf Minuten Zeit, um sich für den Sprint zu qualifizieren. Alle Fahrer, die im ersten Abschnitt eine Zeit erzielten, die maximal 107 Prozent der schnellsten Rundenzeit betrug, qualifizierten sich für den Sprint. Die besten 15 Fahrer erreichten den nächsten Qualifikationsabschnitt. Norris war Schnellster. Pérez, Yuki Tsunoda, Ocon, Zhou Guanyu und Colapinto schieden aus.
Der zweite Abschnitt (SQ2) dauerte zehn Minuten. Die schnellsten zehn Piloten qualifizierten sich für den dritten Teil des Qualifyings. Norris war erneut Schnellster. Beide Aston Martin-Piloten, Alexander Albon, Valtteri Bottas und Kevin Magnussen schieden aus.
Der letzte Abschnitt (SQ3) ging über eine Zeit von acht Minuten, in denen die ersten zehn Startpositionen vergeben wurden. Norris erzielte mit einer Zeit von 1:21,012 Minuten zum dritten Mal die Bestzeit vor Russell und Piastri.

### Sprint
Den Sprint, welcher über 19 Runden ging, gewann Piastri vor Norris und Russell. Die restlichen Punkteplatzierungen belegten Sainz jr., Leclerc, Hamilton, Hülkenberg und Verstappen. Pérez und Colapinto starteten aus der Boxengasse, da an ihren Wagen unter Parc-fermé-Bedingungen gearbeitet wurde. Nachdem die Ampel in der Boxengasse auf grün schaltete, fuhr Pérez nicht sofort los, sodass Colapinto ihn direkt überholen konnte. Norris führte den Sprint bis zu letzten Kurve an und gab seinem Teamkollegen Piastri nahezu durchgehend DRS damit dieser Russell hinter sich halten konnte. In der letzten Kurve ging Norris dann vom Gas und ließ Piastri vorbei. Norris stellte später klar, dass er „den Gefallen erwiderte“, nachdem Piastri Norris erlaubt hatte, ihn zu überholen und einen Sprintsieg beim Großen Preis von São Paulo zu erringen.

### Qualifying
Das Qualifying bestand aus drei Teilen mit einer Nettolaufzeit von 45 Minuten. Im ersten Qualifying-Segment (Q1) hatten die Fahrer 18 Minuten Zeit, um sich für das Rennen zu qualifizieren. Alle Fahrer, die im ersten Abschnitt eine Zeit erzielten, die maximal 107 Prozent der schnellsten Rundenzeit betrug, qualifizierten sich für den Grand Prix. Die besten 15 Fahrer erreichten den nächsten Teil. Russell war Schnellster. Beide Williams-Piloten, Liam Lawson, Hülkenberg und Ocon schieden aus.
Der zweite Abschnitt (Q2) dauerte 15 Minuten. Die zehn schnellsten Piloten qualifizierten sich für den dritten Teil des Qualifyings. Verstappen war Schnellster. Beide Kick Sauber-Piloten, Pierre Gasly, Tsunoda und Stroll schieden aus.
Der finale Abschnitt (Q3) ging über eine Zeit von zwölf Minuten, in denen die ersten zehn Startpositionen vergeben wurden. Verstappen fuhr mit einer Rundenzeit von 1:20,520 Minuten die Bestzeit vor Russell und Norris. Wegen eines Blockierens von Russell im letzten Teil der Qualifikation erhielt Verstappen eine Startplatzstrafe von einem Platz, sodass die Pole-Position an Russell ging. Für Russell war es die fünfte Pole-Position in der Formel-1-Weltmeisterschaft.

### Rennen
Alle Fahrer bis auf Hülkenberg starteten das Rennen auf den Mediums. Hülkenberg setzte auf harte Reifen. Verstappen startete am besten und schob sich in der ersten Kurve vor Pole-Setter Russell, welcher auch Norris passieren lassen musste und auf den dritten Platz zurückfiel. Am Ende des Feldes kollidierten derweil Hülkenberg, Ocon und Colapinto, welches das Aus für die beiden Letztgenannten bedeutete, während Hülkenberg weiter fahren konnte. Zur Bergung der Fahrzeuge wurde das Safety-Car auf die Strecke geschickt. Bei einem weiteren Zwischenfall beim Start berührten sich auch Stroll und Albon, allerdings konnte beide ohne Beschädigungen weiterfahren. Am Ende der fünften Runde wurde das Rennen dann wieder freigegeben. Verstappen verteidigte seine Führung vor Norris und Russell, dahinter überholte Piastri Leclerc für den vierten Platz.
In der zehnten Runde ermittelte die Rennleitung gegen Hamilton wegen eines Frühstartes und verhängte in der 15. Runde dann eine Fünf-Sekunden-Zeitstrafe gegen den Briten.
Bis zur ersten Boxenstopp-Phase passierte in der Spitzengruppe nichts. Russell eröffnete die Boxenstopps dann in Runde 24, allerdings gab es hinten rechts ein Problem, sodass er eine Standzeit von sieben Sekunden hatte und auf dem elften Platz hinter Alonso auf die Strecke zurückkam.
In der 30. Runde verlor Albon auf der Start-Ziel-Geraden seinen Außenspiegel. Da dieser abseits der Ideallinie lag, wurden zunächst nur gelbe Flaggen angezeigt. Diese wurden allerdings von Norris ignoriert, wofür er zu einem späteren Zeitpunkt eine Zehn-Sekunden-Stop-and-Go-Strafe erhalten sollte. In der 33. Runde musste dann Bottas beim Überrunden Platz machen, fuhr über den Spiegel und verteilte Trümmerteile auf der Strecke. Hamilton und Sainz jr. erlitten daraufhin Reifenschäden, vermutlich aufgrund der Teile. Die Rennleitung schickte nun erneut das Safety-Car auf die Strecke um diese zu säubern. Alle Fahrer nutzten die Gelegenheit um ihren Stopp zu absolvieren. Leclerc war einer der Gewinner, da Piastri vor ihm eine Runde zuvor bereits zum Reifenwechsel an der Box war und sortierte sich hinter Verstappen und Norris auf Platz drei ein. Das Safety-Car führte das Feld dann bis zur 39. Runde durch die Boxengasse, damit die Zielgerade gesäubert werden konnte.
Beim Restart in der 40. Runde verteidigte Verstappen erneut seine Führung gegen Norris, während dahinter Peréz ausrollte und die dritte Safety-Car-Phase auslöste. In dieser Zeit drehte sich auch Hülkenberg ins Kiesbett und schied ebenfalls aus. Am Ende der 43. Runde erfolgte dann der dritte Restart, bei welchem Verstappen wieder die Führung behielt. Einen Umlauf später erhielt dann Norris seine Strafe und trat diese in der 46. Runde an. Auch für Hamilton gab es die nächste Strafe, da er zu schnell in der Boxengasse war. Er erhielt eine hierfür eine Durchfahrtsstrafe.
Da sich bis zum Ende des Rennens vorne keine Positionsverschiebungen mehr ergaben, gewann Verstappen schlussendlich vor Leclerc und Piastri seinen insgesamt 63. Grand Prix. Die restlichen Punkteplatzierungen belegten Russell, Gasly, Sainz jr., Alonso, Zhou, Magnussen und Norris, welcher sich auch die schnellste Runde sichern konnte. Für Kick Sauber waren es die ersten Punkte der Saison.
In der Fahrer- und Konstrukteurswertung blieben die ersten drei Positionen unverändert. Red Bull ist nach diesem Rennen rechnerisch nicht mehr in der Lage, Konstrukteursweltmeister zu werden, es ist das erste Mal seit 2021, dass das Team des Fahrerweltmeisters nicht gleichzeitig Konstrukteursweltmeister wird.

## Meldeliste
| Team                          | Nr. | Fahrer           | Chassis                           | Motor      | Reifen |
| ----------------------------- | --- | ---------------- | --------------------------------- | ---------- | ------ |
| Oracle Red Bull Racing        | 01  | Max Verstappen   | Red Bull Racing RB20              | Honda RBPT | P      |
| Oracle Red Bull Racing        | 11  | Sergio Pérez     | Red Bull Racing RB20              | Honda RBPT | P      |
| Mercedes-AMG Petronas F1 Team | 63  | George Russell   | Mercedes-AMG F1 W15 E Performance | Mercedes   | P      |
| Mercedes-AMG Petronas F1 Team | 44  | Lewis Hamilton   | Mercedes-AMG F1 W15 E Performance | Mercedes   | P      |
| Scuderia Ferrari              | 16  | Charles Leclerc  | Ferrari SF-24                     | Ferrari    | P      |
| Scuderia Ferrari              | 55  | Carlos Sainz jr. | Ferrari SF-24                     | Ferrari    | P      |
| McLaren F1 Team               | 81  | Oscar Piastri    | McLaren MCL38                     | Mercedes   | P      |
| McLaren F1 Team               | 04  | Lando Norris     | McLaren MCL38                     | Mercedes   | P      |
| Aston Martin Aramco F1 Team   | 18  | Lance Stroll     | Aston Martin AMR24                | Mercedes   | P      |
| Aston Martin Aramco F1 Team   | 14  | Fernando Alonso  | Aston Martin AMR24                | Mercedes   | P      |
| BWT Alpine F1 Team            | 31  | Esteban Ocon     | Alpine A524                       | Renault    | P      |
| BWT Alpine F1 Team            | 10  | Pierre Gasly     | Alpine A524                       | Renault    | P      |
| Williams Racing               | 23  | Alexander Albon  | Williams FW46                     | Mercedes   | P      |
| Williams Racing               | 43  | Franco Colapinto | Williams FW46                     | Mercedes   | P      |
| Visa Cash App RB F1 Team      | 30  | Liam Lawson      | RB VCARB 01                       | Honda RBPT | P      |
| Visa Cash App RB F1 Team      | 22  | Yuki Tsunoda     | RB VCARB 01                       | Honda RBPT | P      |
| Stake F1 Team Kick Sauber     | 77  | Valtteri Bottas  | KICK Sauber C44                   | Ferrari    | P      |
| Stake F1 Team Kick Sauber     | 24  | Zhou Guanyu      | KICK Sauber C44                   | Ferrari    | P      |
| MoneyGram Haas F1 Team        | 20  | Kevin Magnussen  | Haas VF-24                        | Ferrari    | P      |
| MoneyGram Haas F1 Team        | 27  | Nico Hülkenberg  | Haas VF-24                        | Ferrari    | P      |

## Klassifikationen

### Sprint-Qualifying
| Pos.                                                                       | Fahrer           | Konstrukteur                 | Q1       | Q2       | Q3       | Start |
| -------------------------------------------------------------------------- | ---------------- | ---------------------------- | -------- | -------- | -------- | ----- |
| 01                                                                         | Lando Norris     | McLaren-Mercedes             | 1:21,356 | 1:21,231 | 1:21,012 | 01    |
| 02                                                                         | George Russell   | Mercedes                     | 1:22,021 | 1:21,488 | 1:21,075 | 02    |
| 03                                                                         | Oscar Piastri    | McLaren-Mercedes             | 1:22,218 | 1:21,548 | 1:21,171 | 03    |
| 04                                                                         | Carlos Sainz jr. | Ferrari                      | 1:21,838 | 1:21,809 | 1:21,281 | 05    |
| 05                                                                         | Charles Leclerc  | Ferrari                      | 1:22,156 | 1:21,818 | 1:21,308 | 04    |
| 06                                                                         | Max Verstappen   | Red Bull Racing-Honda RBPT   | 1:22,033 | 1:21,784 | 1:21,315 | 06    |
| 07                                                                         | Lewis Hamilton   | Mercedes                     | 1:22,151 | 1:21,734 | 1:21,474 | 07    |
| 08                                                                         | Pierre Gasly     | Alpine-Renault               | 1:22,586 | 1:22,352 | 1:21,978 | 08    |
| 09                                                                         | Nico Hülkenberg  | Haas-Ferrari                 | 1:22,569 | 1:22,318 | 1:22,088 | 09    |
| 10                                                                         | Liam Lawson      | RB-Honda RBPT                | 1:22,705 | 1:22,393 | 1:22,577 | 10    |
| 11                                                                         | Fernando Alonso  | Aston Martin Aramco-Mercedes | 1:22,499 | 1:22,433 | –        | 11    |
| 12                                                                         | Alexander Albon  | Williams-Mercedes            | 1:22,705 | 1:22,526 | –        | 12    |
| 13                                                                         | Valtteri Bottas  | Kick Sauber-Ferrari          | 1:22,506 | 1:22,538 | –        | 13    |
| 14                                                                         | Lance Stroll     | Aston Martin Aramco-Mercedes | 1:22,522 | 1:22,599 | –        | 14    |
| 15                                                                         | Kevin Magnussen  | Haas-Ferrari                 | 1:22,560 | 1:22,738 | –        | 15    |
| 16                                                                         | Sergio Pérez     | Red Bull Racing-Honda RBPT   | 1:22,718 | –        | –        | Box   |
| 17                                                                         | Yuki Tsunoda     | RB-Honda RBPT                | 1:22,722 | –        | –        | 16    |
| 18                                                                         | Esteban Ocon     | Alpine-Renault               | 1:22,906 | –        | –        | 17    |
| 19                                                                         | Zhou Guanyu      | Kick Sauber-Ferrari          | 1:22,948 | –        | –        | 18    |
| 20                                                                         | Franco Colapinto | Williams-Mercedes            | 1:23,423 | –        | –        | Box   |
| 107-Prozent-Zeit: 1:27,051 min (bezogen auf SQ1-Bestzeit von 1:21,356 min) |                  |                              |          |          |          |       |

Anmerkungen
1. ↑  Peréz musste aus der Boxengasse starten, da an seinem Wagen unter Parc-fermé-Bedingungen gearbeitet wurde.
2. ↑  Colapinto musste aus der Boxengasse starten, da an seinem Wagen unter Parc-fermé-Bedingungen gearbeitet wurde.

### Sprint
| Pos. | Fahrer           | Konstrukteur                 | Runden | Stopps | Zeit       | Start |
| ---- | ---------------- | ---------------------------- | ------ | ------ | ---------- | ----- |
| 01   | Oscar Piastri    | McLaren-Mercedes             | 19     | 0      | 27:03,010  | 02    |
| 02   | Lando Norris     | McLaren-Mercedes             | 19     | 0      | + 0,136    | 01    |
| 03   | George Russell   | Mercedes                     | 19     | 0      | + 0,410    | 03    |
| 04   | Carlos Sainz jr. | Ferrari                      | 19     | 0      | + 1,326    | 04    |
| 05   | Charles Leclerc  | Ferrari                      | 19     | 0      | + 5,073    | 05    |
| 06   | Lewis Hamilton   | Mercedes                     | 19     | 0      | + 5,650    | 07    |
| 07   | Nico Hülkenberg  | Haas-Ferrari                 | 19     | 0      | + 8,508    | 09    |
| 08   | Max Verstappen   | Red Bull Racing-Honda RBPT   | 19     | 0      | + 10,368   | 06    |
| 09   | Pierre Gasly     | Alpine-Renault               | 19     | 0      | + 14,513   | 08    |
| 10   | Kevin Magnussen  | Haas-Ferrari                 | 19     | 0      | + 15,485   | 15    |
| 11   | Fernando Alonso  | Aston Martin Aramco-Mercedes | 19     | 0      | + 19,204   | 11    |
| 12   | Valtteri Bottas  | Kick Sauber-Ferrari          | 19     | 0      | + 23,351   | 13    |
| 13   | Lance Stroll     | Aston Martin Aramco-Mercedes | 19     | 0      | + 24,421   | 14    |
| 14   | Esteban Ocon     | Alpine-Renault               | 19     | 0      | + 30,379   | 17    |
| 15   | Alexander Albon  | Williams-Mercedes            | 19     | 0      | + 33,062   | 12    |
| 16   | Liam Lawson      | RB-Honda RBPT                | 19     | 0      | + 34,356   | 10    |
| 17   | Yuki Tsunoda     | RB-Honda RBPT                | 19     | 0      | + 35,102   | 16    |
| 18   | Franco Colapinto | Williams-Mercedes            | 19     | 0      | + 35,639   | Box   |
| 19   | Zhou Guanyu      | Kick Sauber-Ferrari          | 19     | 1      | + 1:11,436 | 18    |
| 20   | Sergio Pérez     | Red Bull Racing-Honda RBPT   | 19     | 1      | + 1:14,371 | Box   |

### Qualifying
| Pos.                                                                      | Fahrer           | Konstrukteur                 | Q1       | Q2       | Q3       | Start |
| ------------------------------------------------------------------------- | ---------------- | ---------------------------- | -------- | -------- | -------- | ----- |
| 01                                                                        | Max Verstappen   | Red Bull Racing-Honda RBPT   | 1:21,579 | 1:20,687 | 1:20,520 | 02    |
| 02                                                                        | George Russell   | Mercedes                     | 1:21,241 | 1:21,069 | 1:20,575 | 01    |
| 03                                                                        | Lando Norris     | McLaren-Mercedes             | 1:21,578 | 1:20,983 | 1:20,772 | 03    |
| 04                                                                        | Oscar Piastri    | McLaren-Mercedes             | 1:21,821 | 1:21,121 | 1:20,829 | 05    |
| 05                                                                        | Charles Leclerc  | Ferrari                      | 1:21,278 | 1:21,000 | 1:20,852 | 04    |
| 06                                                                        | Lewis Hamilton   | Mercedes                     | 1:21,637 | 1:21,095 | 1:21,011 | 06    |
| 07                                                                        | Carlos Sainz jr. | Ferrari                      | 1:21,447 | 1:21,199 | 1:21,041 | 07    |
| 08                                                                        | Fernando Alonso  | Aston Martin Aramco-Mercedes | 1:21,608 | 1:21,208 | 1:21,251 | 08    |
| 09                                                                        | Sergio Pérez     | Red Bull Racing-Honda RBPT   | 1:21,675 | 1:21,425 | 1:21,425 | 09    |
| 10                                                                        | Kevin Magnussen  | Haas-Ferrari                 | 1:21,891 | 1:21,387 | 1:21,500 | 10    |
| 11                                                                        | Pierre Gasly     | Alpine-Renault               | 1:21,843 | 1:21,437 | –        | 11    |
| 12                                                                        | Zhou Guanyu      | Kick Sauber-Ferrari          | 1:22,103 | 1:21,501 | –        | 12    |
| 13                                                                        | Valtteri Bottas  | Kick Sauber-Ferrari          | 1:21,927 | 1:21,731 | –        | 13    |
| 14                                                                        | Yuki Tsunoda     | RB-Honda RBPT                | 1:22,364 | 1:21,771 | –        | 14    |
| 15                                                                        | Lance Stroll     | Aston Martin Aramco-Mercedes | 1:22,011 | 1:21,911 | –        | 15    |
| 16                                                                        | Alexander Albon  | Williams-Mercedes            | 1:22,390 | –        | –        | 16    |
| 17                                                                        | Liam Lawson      | RB-Honda RBPT                | 1:22,411 | –        | –        | 17    |
| 18                                                                        | Nico Hülkenberg  | Haas-Ferrari                 | 1:22,442 | –        | –        | 18    |
| 19                                                                        | Franco Colapinto | Williams-Mercedes            | 1:22,594 | –        | –        | 19    |
| 20                                                                        | Esteban Ocon     | Alpine-Renault               | 1:22,714 | –        | –        | 20    |
| 107-Prozent-Zeit: 1:26,928 min (bezogen auf Q1-Bestzeit von 1:21,241 min) |                  |                              |          |          |          |       |

Anmerkungen
1. ↑  Verstappen erhielt eine Startplatzstrafe von einem Platz für eine Behinderung von Russell

### Rennen
| Pos.                                                           | Fahrer           | Konstrukteur                 | Runden | Stopps | Zeit        | Start | Schnellste Rennrunde |
| -------------------------------------------------------------- | ---------------- | ---------------------------- | ------ | ------ | ----------- | ----- | -------------------- |
| 01                                                             | Max Verstappen   | Red Bull Racing-Honda RBPT   | 57     | 3      | 1:31:05,323 | 02    | 1:22,905 (55.)       |
| 02                                                             | Charles Leclerc  | Ferrari                      | 57     | 3      | + 6,031     | 05    | 1:23,242 (53.)       |
| 03                                                             | Oscar Piastri    | McLaren-Mercedes             | 57     | 3      | + 6,819     | 04    | 1:23,218 (51.)       |
| 04                                                             | George Russell   | Mercedes                     | 57     | 4      | + 14,104    | 01    | 1:23,355 (50.)       |
| 05                                                             | Pierre Gasly     | Alpine-Renault               | 57     | 3      | + 16,782    | 11    | 1:23,705 (56.)       |
| 06                                                             | Carlos Sainz jr. | Ferrari                      | 57     | 3      | + 17,476    | 07    | 1:23,465 (52.)       |
| 07                                                             | Fernando Alonso  | Aston Martin Aramco-Mercedes | 57     | 3      | + 19,867    | 08    | 1:23,667 (57.)       |
| 08                                                             | Zhou Guanyu      | Kick Sauber-Ferrari          | 57     | 3      | + 25,360    | 12    | 1:23,889 (57.)       |
| 09                                                             | Kevin Magnussen  | Haas-Ferrari                 | 57     | 3      | + 32,177    | 10    | 1:24,259 (55.)       |
| 10                                                             | Lando Norris     | McLaren-Mercedes             | 57     | 4      | + 35,762    | 03    | 1:22,384 (56.)       |
| 11                                                             | Valtteri Bottas  | Kick Sauber-Ferrari          | 57     | 3      | + 50,243    | 13    | 1:25,533 (53.)       |
| 12                                                             | Lewis Hamilton   | Mercedes                     | 57     | 4      | + 56,122    | 06    | 1:23,865 (52.)       |
| 13                                                             | Yuki Tsunoda     | RB-Honda RBPT                | 57     | 4      | + 1:01,100  | 14    | 1:26,144 (47.)       |
| 14                                                             | Liam Lawson      | RB-Honda RBPT                | 57     | 4      | + 1:02,656  | 17    | 1:26,076 (46.)       |
| 15                                                             | Alexander Albon  | Williams-Mercedes            | 56     | 4      | + 1 Runde   | 16    | 1:25,559 (47.)       |
| –                                                              | Nico Hülkenberg  | Haas-Ferrari                 | 39     | 4      | DNF         | 18    | 1:25,767 (33.)       |
| –                                                              | Sergio Pérez     | Red Bull Racing-Honda RBPT   | 38     | 3      | DNF         | 09    | 1:25,288 (31.)       |
| –                                                              | Lance Stroll     | Aston Martin Aramco-Mercedes | 8      | 2      | DNF         | 15    | 1:30,935 (06.)       |
| –                                                              | Esteban Ocon     | Alpine-Renault               | 0      | 0      | DNF         | 20    | –                    |
| –                                                              | Franco Colapinto | Williams-Mercedes            | 0      | 0      | DNF         | 19    | –                    |
| Fahrer des Tages: Zhou Guanyu (29,7 % der abgegebenen Stimmen) |                  |                              |        |        |             |       |                      |

Anmerkungen
1. ↑  Russell erhielt eine Zeitstrafe von fünf Sekunden für einen Verstoß gegen die Safety-Car-Regeln. An seiner Position änderte die Strafe allerdings nichts

## WM-Stände nach dem Rennen
Die ersten zehn des Rennens bekamen 25, 18, 15, 12, 10, 8, 6, 4, 2 bzw. 1 Punkt(e). Zusätzlich wurde ein Punkt für die schnellste Rennrunde vergeben, da der betreffende Fahrer unter den ersten Zehn ins Ziel kam.

### Fahrerwertung
| Pos. | Fahrer           | Konstrukteur                 | Punkte |
| ---- | ---------------- | ---------------------------- | ------ |
| 01   | Max Verstappen   | Red Bull Racing-Honda RBPT   | 429    |
| 02   | Lando Norris     | McLaren-Mercedes             | 349    |
| 03   | Charles Leclerc  | Ferrari                      | 341    |
| 04   | Oscar Piastri    | McLaren-Mercedes             | 291    |
| 05   | Carlos Sainz jr. | Ferrari                      | 272    |
| 06   | George Russell   | Mercedes                     | 235    |
| 07   | Lewis Hamilton   | Mercedes                     | 211    |
| 08   | Sergio Pérez     | Red Bull Racing-Honda RBPT   | 152    |
| 09   | Fernando Alonso  | Aston Martin Aramco-Mercedes | 68     |
| 10   | Nico Hülkenberg  | Haas-Ferrari                 | 37     |
| 11   | Pierre Gasly     | Alpine-Renault               | 36     |
| 12   | Yuki Tsunoda     | RB-Honda RBPT                | 30     |

| Pos. | Fahrer           | Konstrukteur                 | Punkte |
| ---- | ---------------- | ---------------------------- | ------ |
| 13   | Lance Stroll     | Aston Martin Aramco-Mercedes | 24     |
| 14   | Esteban Ocon     | Alpine-Renault               | 23     |
| 15   | Kevin Magnussen  | Haas-Ferrari                 | 16     |
| 16   | Alexander Albon  | Williams-Mercedes            | 12     |
| 17   | Daniel Ricciardo | RB-Honda RBPT                | 12     |
| 18   | Oliver Bearman   | Ferrari / Haas-Ferrari       | 7      |
| 19   | Franco Colapinto | Williams-Mercedes            | 5      |
| 20   | Zhou Guanyu      | Kick Sauber-Ferrari          | 4      |
| 21   | Liam Lawson      | RB-Honda RBPT                | 4      |
| 22   | Valtteri Bottas  | Kick Sauber-Ferrari          | 0      |
| 23   | Logan Sargeant   | Williams-Mercedes            | 0      |

### Konstrukteurswertung
| Pos. | Konstrukteur                 | Punkte |
| ---- | ---------------------------- | ------ |
| 01   | McLaren-Mercedes             | 640    |
| 02   | Ferrari                      | 619    |
| 03   | Red Bull Racing-Honda RBPT   | 581    |
| 04   | Mercedes                     | 446    |
| 05   | Aston Martin Aramco-Mercedes | 92     |

| Pos. | Konstrukteur        | Punkte |
| ---- | ------------------- | ------ |
| 06   | Alpine-Renault      | 59     |
| 07   | Haas-Ferrari        | 54     |
| 08   | RB-Honda RBPT       | 46     |
| 09   | Williams-Mercedes   | 17     |
| 10   | Kick Sauber-Ferrari | 4      |